# Kurtna (Illuka)
Kurtna − wieś w Estonii, w prowincji Virumaa Wschodnia, w gminie Illuka. Od wsi bierze nazwę znajdujące się w jego sąsiedztwie pojezierze Kurtna (est. Kurtna järvestik). W jego skład wchodzą 42 jeziora.

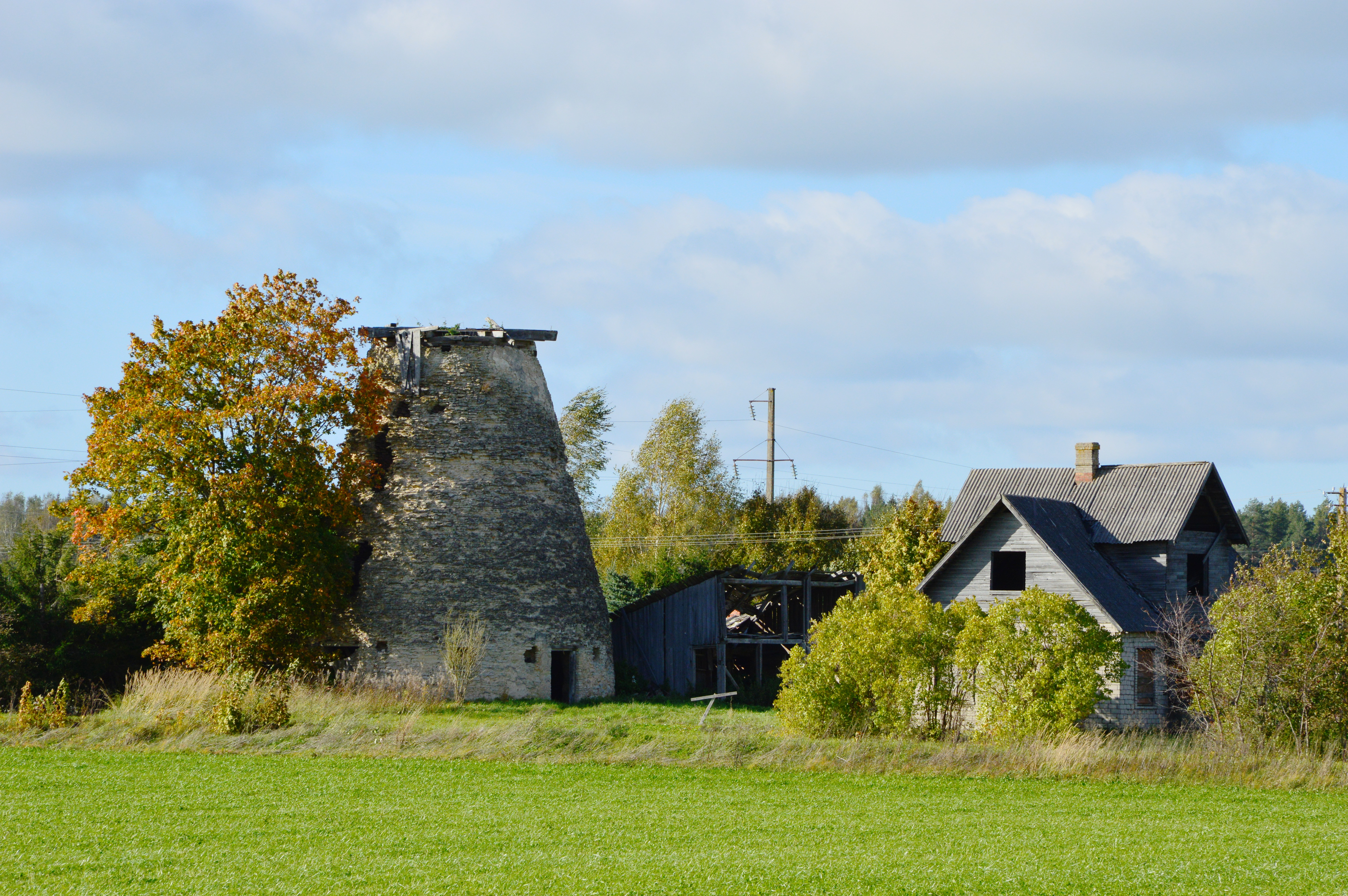
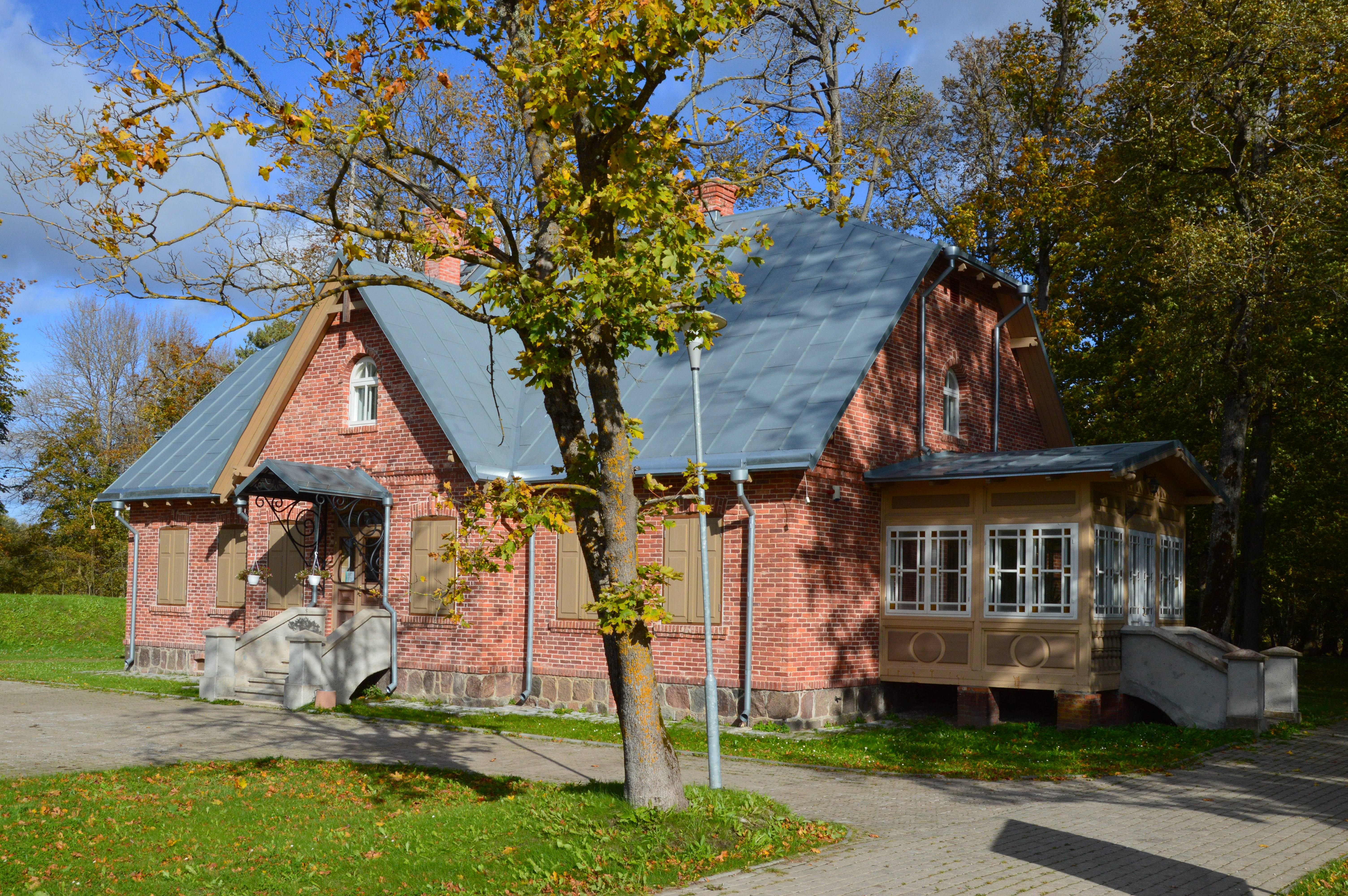
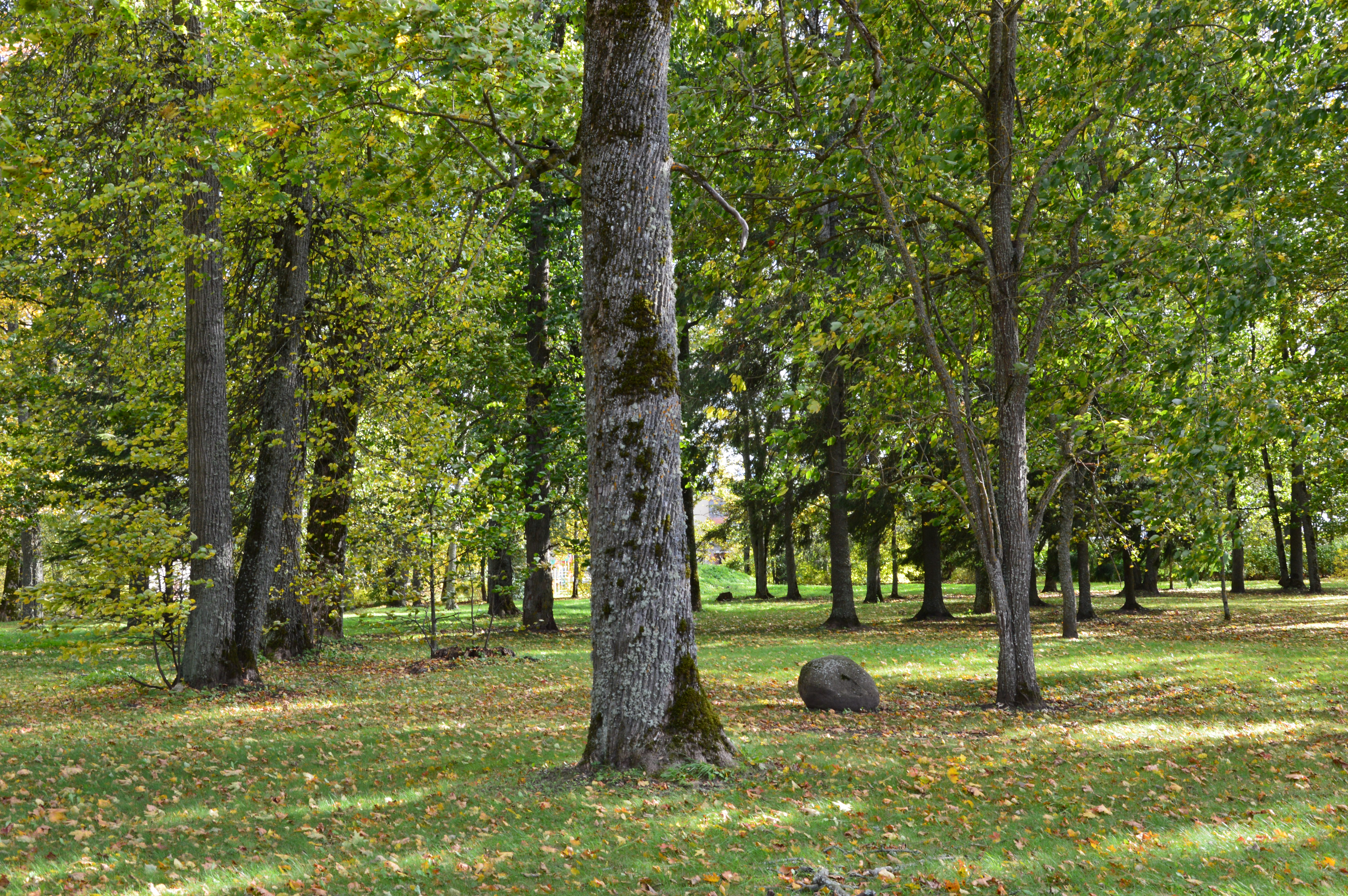
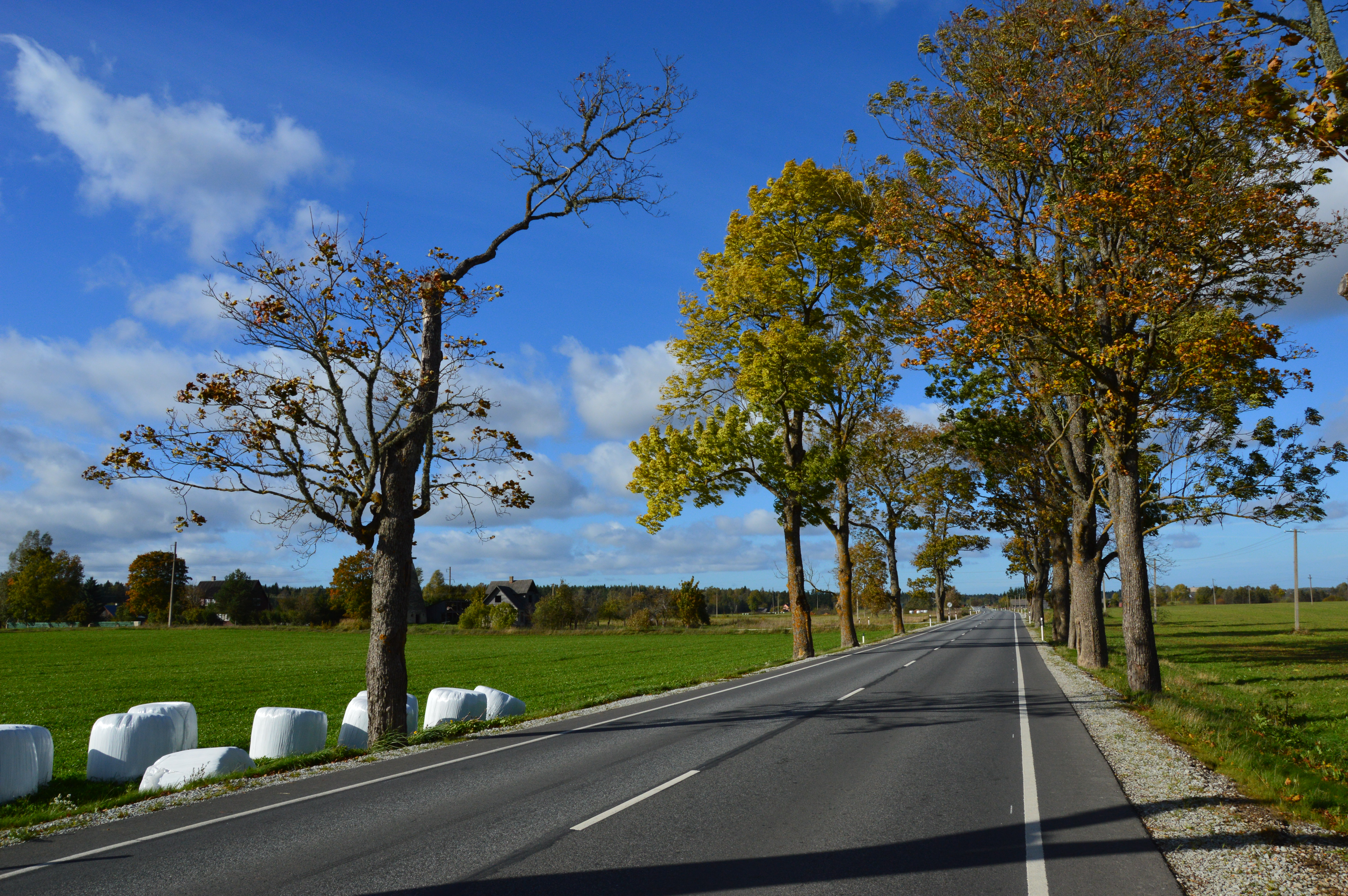